# Alstonia constricta
Alstonia constricta là một loài thực vật có hoa trong họ La bố ma. Loài này được F.Muell. mô tả khoa học đầu tiên năm 1858.

## Hình ảnh

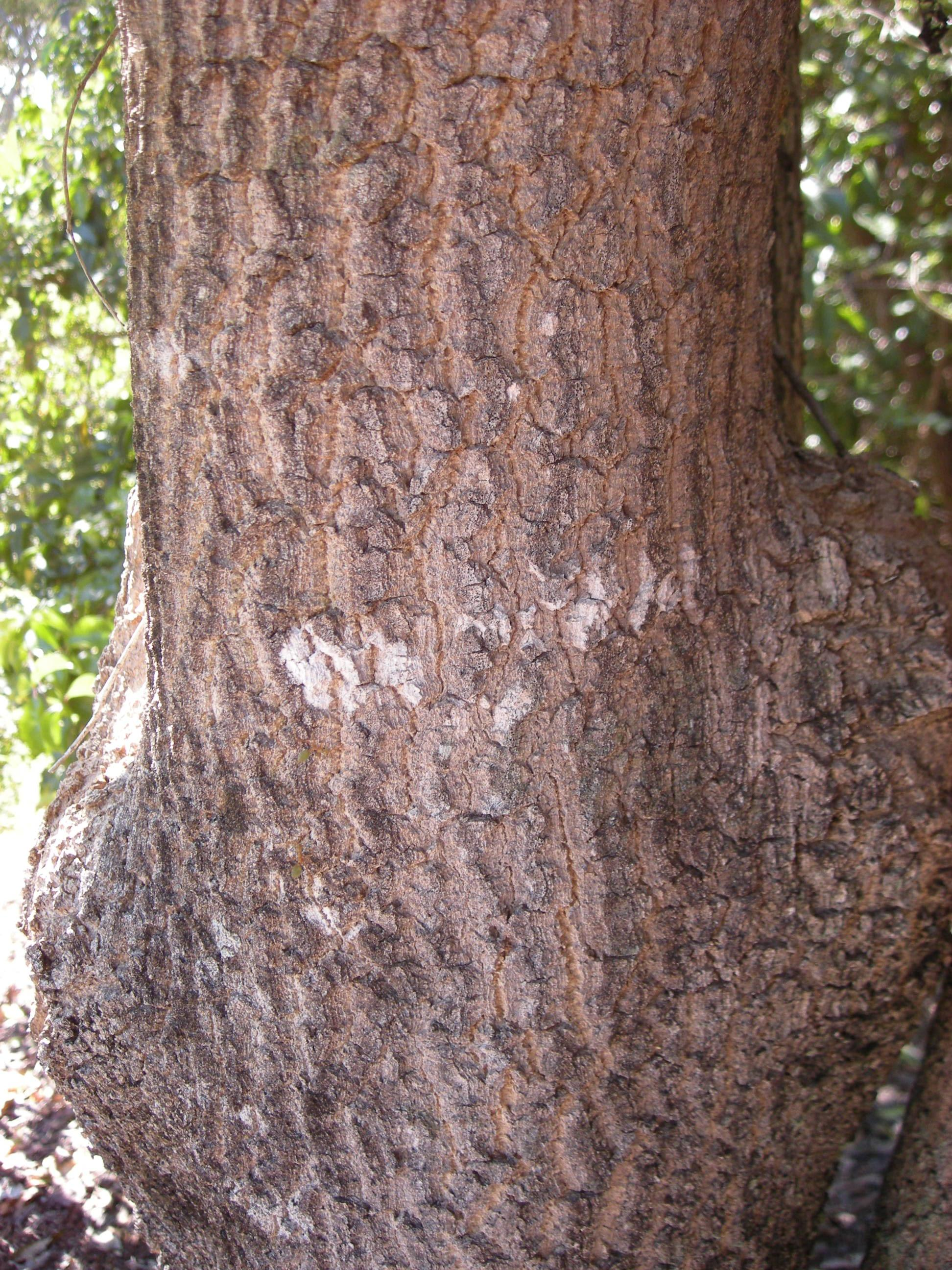
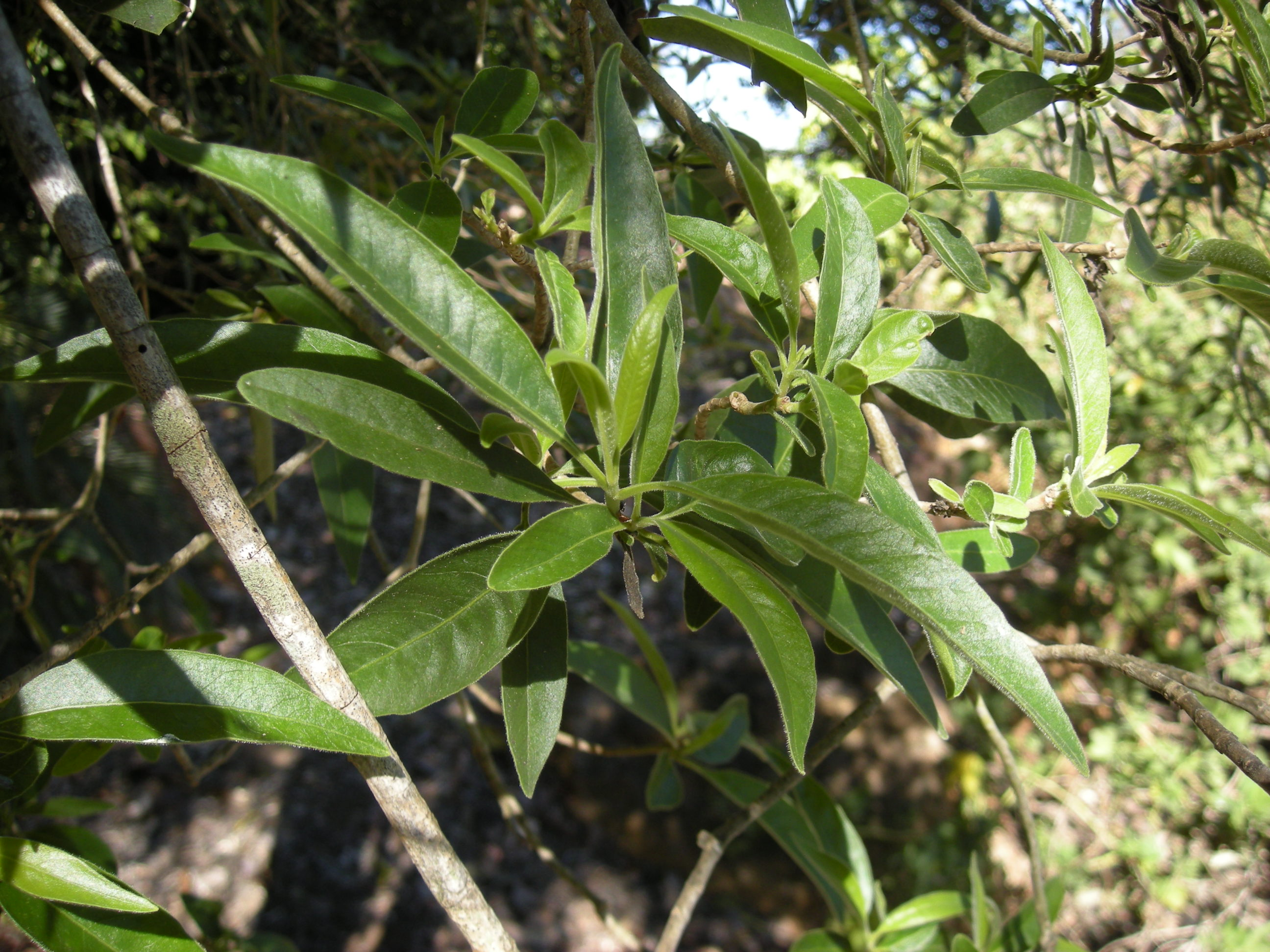
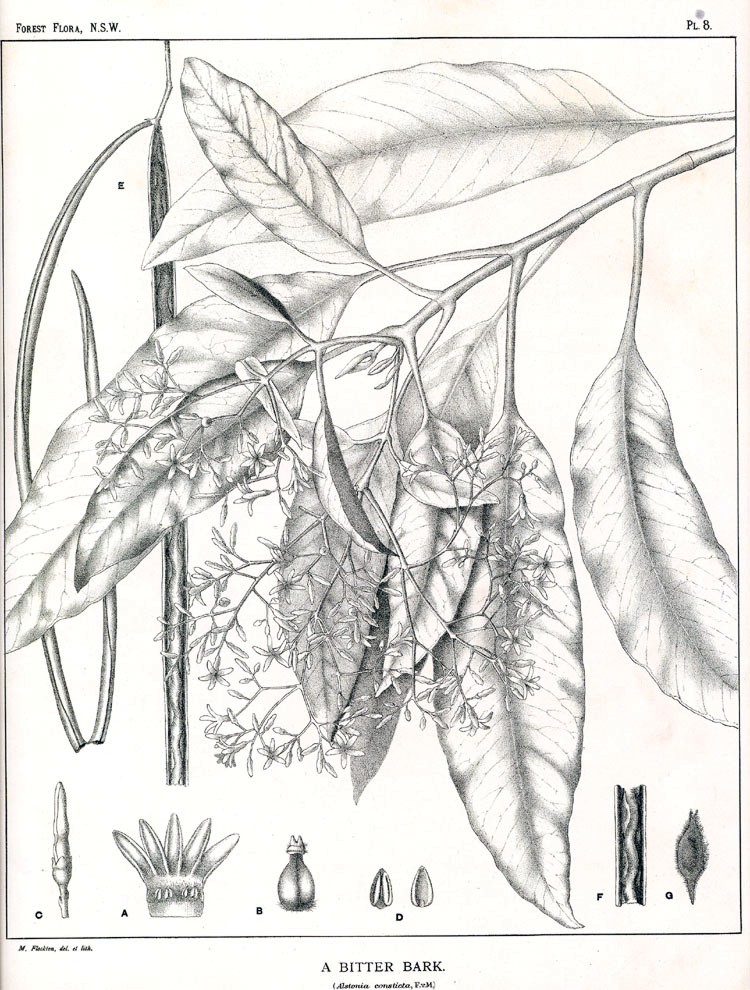